# Tarabel
Tarabel är en kommun i departementet Haute-Garonne i regionen Occitanien i södra Frankrike. Kommunen ligger i kantonen Lanta som tillhör arrondissementet Toulouse. År 2022 hade Tarabel 596 invånare.

## Befolkningsutveckling
Antalet invånare i kommunen Tarabel
Referens:INSEE